# Мохамед Шехата (футболіст)
Мохамед Шехата (араб. محمد شحاته, нар. 8 лютого 2001, Каїр) — єгипетський футболіст, півзахисник клубу «Замалек».
Виступав за молодіжну збірну Єгипту.

## Клубна кар'єра
Народився 8 лютого 2001 року в місті Каїр. Вихованець футбольної школи клубу «Ель-Ґеїш». Дорослу футбольну кар'єру розпочав 2019 року в основній команді того ж клубу, в якій провів п'ять сезонів, взявши участь у 91 матчі чемпіонату. 
На початку 2024 року став гравцем «Замалека».

## Виступи за збірну
З 2023 року залучається до складу молодіжної збірної Єгипту. На молодіжному рівні зіграв у 4 офіційних матчах, забив 1 гол.
2024 року був включений до заявки олімпійської збірної Єгипту для участі у футбольному турнірі на тогорічних Олімпійських іграх у Парижі.

## Статистика виступів

### Статистика клубних виступів
Станом на 22 липня 2024
| Сезон             | Команда           | Чемпіонат         | Чемпіонат | Чемпіонат | Національний кубок | Національний кубок | Національний кубок | Континентальні кубки | Континентальні кубки | Континентальні кубки | Інші змагання | Інші змагання | Інші змагання | Усього | Усього | Усього |
| Сезон             | Команда           | Ліга              | Ігор      | Голів     | Ліга               | Ігор               | Голів              | Ліга                 | Ігор                 | Голів                | Ліга          | Ігор          | Голів         | Ігор   | Голів  |        |
| ----------------- | ----------------- | ----------------- | --------- | --------- | ------------------ | ------------------ | ------------------ | -------------------- | -------------------- | -------------------- | ------------- | ------------- | ------------- | ------ | ------ | ------ |
| 2019–20           | «Ель-Ґеїш»        | 1Л                | 17        | 1         | КЄ                 | 0                  | 0                  |                      | -                    | -                    |               | -             | -             | 17     | 1      |        |
| 2020–21           | «Ель-Ґеїш»        | 1Л                | 12        | 0         | КЄ                 | 0                  | 0                  |                      | -                    | -                    | СКЄ           | 0             | 0             | 12     | 0      |        |
| 2021–22           | «Ель-Ґеїш»        | 1Л                | 24        | 0         | КЄ                 | 0                  | 0                  |                      | -                    | -                    |               | -             | -             | 24     | 0      |        |
| 2022–23           | «Ель-Ґеїш»        | 1Л                | 29        | 1         | КЄ                 | 0                  | 0                  |                      | -                    | -                    |               | -             | -             | 29     | 1      |        |
| 2023-січ. 2024    | «Ель-Ґеїш»        | 1Л                | 9         | 0         | КЄ                 | 0                  | 0                  |                      | -                    | -                    |               | -             | -             | 9      | 0      |        |
| січ.-черв. 2024   | «Замалек»         | 1Л                | 11        | 0         | КЄ                 | 0                  | 0                  | ККК                  | 6                    | 0                    |               | -             | -             | 17     | 0      |        |
| Усього за кар'єру | Усього за кар'єру | Усього за кар'єру | 102       | 2         |                    | 0                  | 0                  |                      | 6                    | 0                    |               | 0             | 0             | 108    | 2      |        |

## Титули і досягнення
- Володар Суперкубка Єгипту (1):

«Ель-Ґеїш»: 2020
- Володар Кубка конфедерації КАФ (1):

«Замалек»: 2023-2024